# Altes Rathaus Gmünd

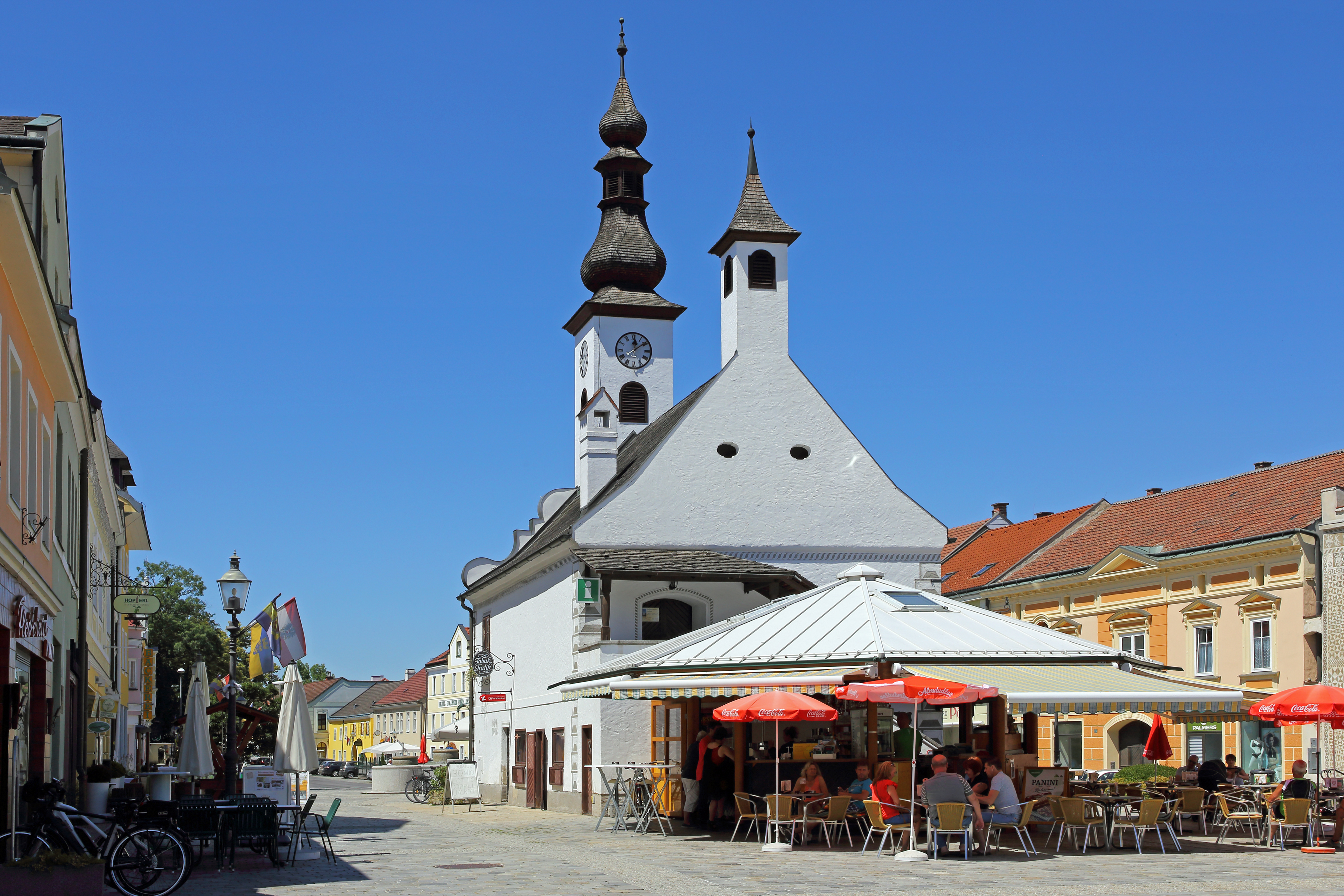
Altes Rathaus in der Mitte des Stadtplatzes in Gmünd

Das Alte Rathaus Gmünd steht in der Mitte des Stadtplatzes in der Stadtgemeinde Gmünd im Bezirk Gmünd in Niederösterreich. Das heutige Stadtmuseum steht unter Denkmalschutz (Listeneintrag).

## Geschichte
Das im 15. und 16. Jahrhundert errichtete Gebäude wurde bis in das 18. Jahrhundert als Rathaus genutzt. Der Turm wurde nach 1900 abgetragen. 1929 erfolgte eine Restaurierung. Danach teils dem Verfall ausgesetzt, beschoss der Gemeinderat 1957 den Abbruch für die Errichtung von Autostellplätzen, was jedoch der Einspruch des Bundesdenkmalamtes verhinderte.

## Architektur
Der zweigeschoßige Rathausbau im Stil der Renaissance. Die Ortsteinrahmung und die Einfassung der Fenstersteinrahmen ist Sgraffito. Der ostseitige Stiegenaufgang unter einem Dachvorbau wurde 1962 rekonstruiert. Der Giebelturm mit Zwiebelhelm sowie der Dachreiter wurden 1988 in der ehemaligen Form rekonstruiert.
In der Ratsstube im Obergeschoß ist eine Wandmalerei mit der symbolischen Darstellung der Gerichtsbarkeit erhalten. Es gibt ein Ölbild zum Stadtbrand von 1726.

## Museum
Das Stadtmuseum wurde 1965 eingerichtet. 2008 wurde das Stadtmuseum didaktisch komplett überarbeitet.